# Охаси, Хидэюки
Хидэюки Охаси (яп. 大橋 秀行 О:хаси Хидэюки, род. 8 марта 1965, Иокогама) — японский боксёр-профессионал, выступающий в минимальной весовой категории. Является чемпионом мира по версиям WBA и WBC.

## Профессиональная карьера
Он бросил колледж, чтобы начать профессиональную боксерскую карьеру, и дебютировал в феврале 1985 года в боксерском зале Yonekura Boxing Gym. Он выиграл вакантный титул чемпиона Японии в первом наилегчайшем весе в своем 6-м профессиональном бою, а в декабре 1986 года он бросил вызов Чон-Ку Чангу за титул чемпиона WBC в первом наилегчайшем весе, но проиграл техническим нокаутом в 5-м раунде.
В феврале 1990 года завоевал титул чемпиона мира WBA в минимальном весе, отправив в нокаут корейца Чхве Чом Хвана. Эта победа остановила серию из 21 поражения подряд, понесенных японскими боксерами в боях за титул чемпиона мира. До того, как Охаси выиграл титул WBC, не было японских чемпионов мира больше года.
Единожды Охаси защитил свой титул, а затем проиграл легендарному Рикардо Лопесу техническим нокаутом в 5-м раунде. Лопес будет продолжать защищать титул WBC, выигранный у Охаси 22 раза, и уйдет непобежденным.
После двух лет отсутствия на мировом ринге, Охаси вернулся, чтобы сразиться с чемпионом WBA в минимальном весе Хи-Ён Чоем в октябре 1992 года. Охаси выиграл свой второй титул чемпиона мира единогласным решением судей в 12 раундах. Он проиграл Чану Порпаоин и был вынужден оставить карьеру профессионального боксёра в возрасте 27 лет после того, как было обнаружено, что у него отслоение сетчатки. Он закончил свою карьеру с рекордом 19-5-0 (12 нокаутов).

## Карьера тренера
Завершив профессиональную карьеру, он создал боксерский зал Охаси (Ohashi Promotions) в своем родном городе Иокогаме и в настоящее время работает там тренером. Охаси является тренером бывшего чемпиона WBC во втором наилегчайшем весе Кацусигэ Кавасима.
В январе 2007 года Охаси работал главным тренером японской команды на мероприятии Boxing Grand Prix 2007 (проводившемся в рамках партнерства Teiken Boxing Gym и Golden Boy Promotions).
Он также является президентом Японской ассоциации профессионального бокса (JPBA) и её дочерней организации Восточно-японской боксерской ассоциации (JPBA-east).

## Результаты боёв
| Бой | Дата | Соперник | Судьи | Место боя | Раундов | Результат | Дополнительно |
| --- | ---- | -------- | ----- | --------- | ------- | --------- | ------------- |
|     |      |          |       |           |         |           |               |
| Бой | Дата | Соперник | Судьи | Место боя | Раундов | Результат | Дополнительно |